# کیرشبرگ ایم والت
کیرش برگ ایم والد (به آلمانی: Kirchberg im Wald) یک شهر در آلمان است که در بایرن واقع شده‌است.

## خصوصیات
کیرش برگ ایم والد ۴۸٫۷۹ کیلومترمربع مساحت دارد ۸۸۰ متر بالاتر از سطح دریا واقع شده‌است.